# Gambusia gaigei
Gambusia gaigei là một loài cá thuộc họ Poeciliidae. Nó là loài đặc hữu của Hoa Kỳ.

## Hình ảnh

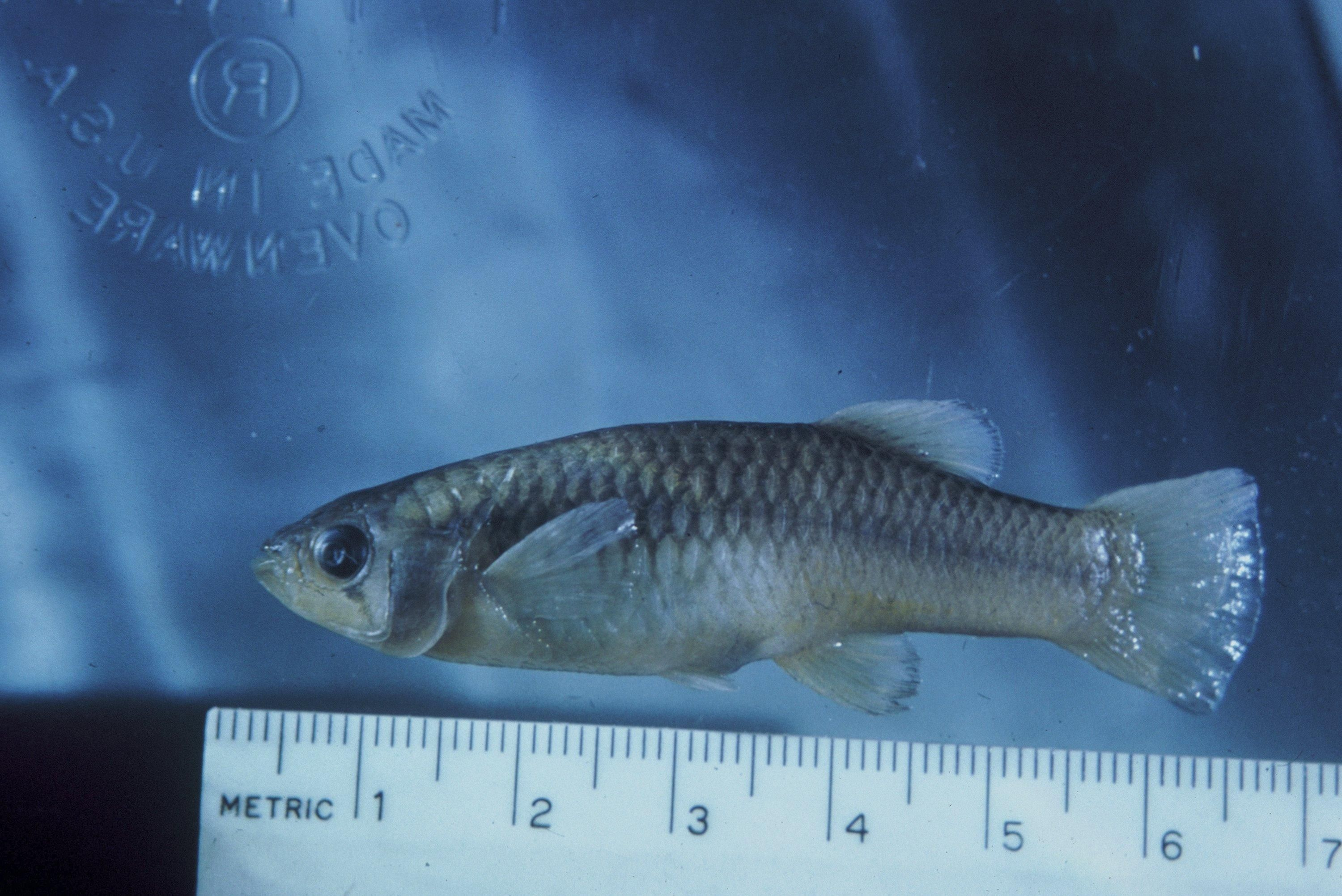